# Evelyn Page
Evelyn Margaret Page OBE (* 23. April 1899 in Christchurch, Neuseeland; † 28. Mai 1988 in Wellington, Neuseeland) war eine neuseeländische Malerin.

## Frühes Leben
Evelyn Margaret Polson wurde am 23. April 1899 als Tochter und jüngstes unter sieben Kinder der Eheleute Mary Elizabeth Renshaw und dem Buchhalter John Sutherland Polson in Christchurch geboren. Evelyn war Nachzügler in der Familie. Sie wurde geboren, als ihre Eltern bereits über 40 Jahre alt waren und der Abstand zu der nächst jüngeren ihrer Geschwister betrug acht Jahre. Sie bekam als neuer Mittelpunkt der Familie viel Aufmerksamkeit und ihre drei Schwestern brachten ihr das Lesen bei, bevor sie zur Schule gehen konnte. Auch musikalisch war sie zu dem Zeitpunkt, als sie 1906 die Sydenham School besuchte, schon vorgebildet. Sie wies ein hohes Konzentrationsvermögen beim Lesen und Malen auf und liebte den Klavierunterricht.

## Kunststudium
1914, als es noch möglich war ein Kunststudium mit einer allgemeinen Sekundarschulausbildung zu beginnen, schrieb sich Evelyn an der Canterbury College School of Art in Christchurch ein. Sie lernte bei Richard Wallwork, Leonard Booth und Cecil Kelly, von letzterem Stillleben und Landschaftsmalerei und hatte wohl auch den stärksten Einfluss auf ihre Frühwerke. In den Prüfungen der Schule erhielt sie Sonderpreise für ihre Landschaftsmalerei. 1918 und 1919 wurde sie mit dem Advanced Art Scholarship ausgezeichnet und würde drei Jahre später als Mitglied in die Canterbury Society of Arts aufgenommen.

## Karriere als Malerin
Evelyn etablierte sich als professionelle Malerin in der Kunstszene des Landes und stellte ihre Werke in den folgenden zehn Jahren in allen vier Kunstzentren Neuseelands aus. Künstler aus der 1927 gegründeten Künstlergruppe The Group, die zum Mittelpunkt einer modernistischen Bewegung in Neuseeland werden wollten, zählten zu ihren Freunden. 1933 wurde Evelyn Gründungsmitglied der New Zealand Society of Artists. Die Mitglieder setzten sich zum Ziel, die Öffentlichkeit für die lebendigen Bewegungen in der Kunst zu interessieren.
1926 übernahm Evelyn die Pflege ihrer kranken Mutter. Die ließ ihr kaum mehr Zeit für die Malerei. 1929 nahm sie ihren Klavierunterricht wieder auf und begann sich in Gesang unterrichten zu lassen. Doch im selben Jahr verstarb ihr Vater und ließ sie ohne Haus und Einkommen zurück. So begann sie 1930 an der Canterbury College School of Art zu unterrichten. Da sie in der Zeit wenig Zeit für die Landschaftsmalerei aufbringen konnte, widmete sie sich verstärkt der Porträtmalerei und wies bei ihren Werken ein bemerkenswertes Einfühlungsvermögen für die unterschiedlichen Charakter ihrer Motive auf.

## Ehe
Evelyn lernte den Musiker und späteren Professor der Musik Frederick Page kennen, der jedoch für ein Stipendium am Royal College of Music in London 1934 Christchurch verließ. 1936 gab Evelyn ihre Arbeit am Canterbury College School of Art auf und folgte ihm 1937 nach London. Im September des gleichen Jahres reisten sie auf dem Kontinent von Paris nach Österreich und zelteten auf ihrer Reise. Im Januar 1938 kehrte Evelyn über Ceylon nach Neuseeland zurück und Frederick folge ihr wenig später. Am 9. April 1938 heirateten dann beide in der St. Cuthbert's Church in dem kleinen Ort Governors Bay, südlich von Christchurch. Sie mieteten ein altes Haus mit einem gut angelegten Garten und Obstbäumen und beabsichtigten auf dem Land zu leben. Aus der Ehe gingen zwei Kinder hervor.

## Weitere Karriere als Malerin
1939 begann Evelyn als Koloristin zu arbeiten. Ihr bekanntestes Gemälde aus dieser Zeit ist das Werk mit dem Titel „New Year's holiday (Corsair Bay)“ aus dem Jahr 1941. 1942 folgte ein ehrgeiziges Gruppenporträt der Familie Campbell in ihrem Garten in Christchurch und 1943 mietete sie ein Zimmer im Obergeschoss eines Hauses in der Cathedral Square, das sie als Atelier nutzte. Mit „Christchurch Railway Station“ aus dem Jahr 1944 und „Post Office Cathedral Square“ aus dem Jahr 1945 malte sie zwei Stadtansichten als Beispiel, die in der Geschichte der neuseeländischen Malerei selten sind.
Als Evelyns Mann 1946 als Dozent nach Wellington ging, folgte Evelyn mit ihren beiden Kindern ein Jahr später. 1950 zogen sie in ein repräsentatives Haus, das in der Hobson Street 20 im Stadtteil Thorndon lag und ein einladendes Haus für Musikstudenten und Freunde war. 1956 war Evelyn Gastausstellerin bei der Canterbury Society of Arts und gehörte danach zusammen mit dem Politiker Ormond Wilson der New Zealand Labour Party und dem Journalisten und Schriftsteller James Bertram zur ersten inoffiziellen Delegation, die die Volksrepublik China besuchte. Im Oktober 1959 war sie mit ihren Arbeiten in der dritten Ausstellung Eight New Zealand Painters der Auckland City Art Gallery präsent, arbeitete in den 1960er Jahren an einer Serie von weiblichen Akten und an einem Porträt von Sir Walter Nash.
Obwohl mittlerweile durch eine Arthritis zunehmend verkrüppelt, malte Evelyn weiter, wurde 1984 an der Hüfte operiert und musste ihre letzten Jahre in einem Rollstuhl zubringen. 1987 zog sie in ein Altersheim im Stadtteil Karori und verstarb am 28. Mai 1988 im Alter von 89 Jahren in Wellington.

## Ehrungen
- 1986 – Officer of the Most Excellent Order of the British Empire (OBE)[5]